# 西南山兰
西南山兰（学名：Oreorchis angustata），为兰科山兰属下的一个植物种。